# Аикикаи
Аикикаи је оригинална школа јапанске борилачке вештине аикидо, каквом је подучавао оснивач аикида, Морихеј Уешиба. Ова школа је усредочена на Аикикаи Фондацију у Јапану, на чијем челу се налази дошу (породични наследник оснивача, Морихеја Уешибе). Аикикаи школа је на глобалном нивоу заступљена преко Међународне аикидо федерације (IAF).
Актуелни дошу аикида у свету је Моритеру Уешиба.

## Дошу
| #  | слика | име                        | мандат | мандат   |
| -- | ----- | -------------------------- | ------ | -------- |
| 1. |       | Морихеј Уешиба(1883—1969)  | 1940.  | 1969.    |
| 2. |       | Кишомару Уешиба(1921—1999) | 1969.  | 1999.    |
| 3. |       | Моритеру Уешиба(r. 1951)   | 1999.  | тренутно |